# Đợt sắp xếp, sáp nhập đơn vị hành chính tại Việt Nam 2023–2025
Đợt sắp xếp, sáp nhập đơn vị hành chính tại Việt Nam 2023–2030 đề cập đến cuộc sắp xếp, sáp nhập các đơn vị hành chính (ĐVHC) các cấp tại Việt Nam thực hiện trong giai đoạn 2023–2025. Đến năm 2025, Bộ Chính trị nghiên cứu bỏ cấp huyện, sáp nhập tỉnh để bảo đảm tinh gọn, hiệu năng, hiệu lực, hiệu quả.

## Bối cảnh
Trong 5 năm từ 2016 đến 2021, đặc biệt là sau Đợt sắp xếp, sáp nhập đơn vị hành chính năm 2019–2021, Việt Nam đã giảm được 08 huyện (từ 713 xuống còn 705), giảm 563 xã, phường, thị trấn so với năm 2016 (từ 11.162 xuống còn 10.599). Tuy nhiên, số lượng ĐVHC cấp huyện thực hiện sắp xếp chưa đạt yêu cầu. Ngoài bốn huyện đảo, cù lao do có yếu tố đặc thù nằm biệt lập nên không thực hiện sắp xếp, mới chỉ tiến hành sắp xếp được 09/15 ĐVHC cấp huyện thuộc diện phải sắp xếp. Sau sắp xếp, số lượng các ĐVHC cấp huyện chỉ giảm được 8/713 đơn vị (tỷ lệ giảm là 1,12%). Nhiều ĐVHC cấp huyện, cấp xã mới hình thành sau khi sắp xếp vẫn chưa bảo đảm quy định.
Tháng 11 năm 2021, Chính phủ Việt Nam đã ban hành Nghị quyết, trong đó yêu cầu Bộ Nội vụ xây dựng Đề án sắp xếp đơn vị hành chính cấp huyện, xã có đủ điều kiện giai đoạn 2022–2025. 
Đồng thời, Chính phủ cũng đã thông qua hồ sơ dự thảo Nghị quyết sửa đổi, bổ sung một số điều của Nghị quyết số 1211/2016/UBTVQH13 ngày 25 tháng 5 năm 2016 của Ủy ban Thường vụ Quốc hội về tiêu chuẩn của đơn vị hành chính và phân loại đơn vị hành chính, trình Ủy ban Thường vụ Quốc hội xem xét, ban hành.
Tháng 9 năm 2022, Quốc hội đã ban hành Nghị quyết số 595/NQ-UBTVQH15 về việc tiếp tục thực hiện chủ trương sắp xếp các đơn vị hành chính cấp huyện, cấp xã, trong đó đề cập đến việc "tiếp tục sắp xếp đơn vị hành chính giai đoạn 2022 - 2030".
Tháng 1 năm 2023, Bộ Chính trị Đảng Cộng sản Việt Nam đã ban hành Kết luận số 48-KL/TW về tiếp tục thực hiện sắp xếp đơn vị hành chính cấp huyện, cấp xã giai đoạn 2023-2030. Theo đó, quá trình thực hiện phải phù hợp với quy hoạch tỉnh/thành phố, quy hoạch nông thôn/đô thị; cần xác định rõ đối tượng và lộ trình sắp xếp, bảo đảm sự đồng thuận của người dân; khuyến khích việc chủ động đề xuất sắp xếp đơn vị hành chính tinh gọn, phù hợp với thực tiễn; không bắt buộc sắp xếp đối với các đơn vị đã thực hiện sắp xếp giai đoạn trước, ổn định từ lâu, có vị trí biệt lập, có các yếu tố đặc thù và các xã đã được quy hoạch thành phường, thị trấn.

## Phương án và kết quả sắp xếp, sáp nhập đơn vị hành chính
Kết luận số 48-KL/TW ngày 30 tháng 1 năm 2023 của Bộ Chính trị Đảng Cộng sản Việt Nam nêu quan điểm chỉ đạo về lộ trình như sau:
- Đến năm 2025: Hoàn thành sắp xếp đối với đơn vị hành chính cấp huyện, cấp xã có cả diện tích tự nhiên và dân số dưới 70% quy định; đơn vị hành chính cấp huyện có diện tích tự nhiên dưới 20% và dân số dưới 200% quy định; đơn vị hành chính cấp xã có diện tích tự nhiên dưới 20% và quy mô dân số dưới 300% quy định.
- Đến năm 2030: Hoàn thành sắp xếp đơn vị còn lại có cả diện tích tự nhiên và dân số dưới 100% quy định; đơn vị cấp huyện có diện tích tự nhiên dưới 30% và dân số dưới 200% quy định; đơn vị cấp xã có diện tích tự nhiên dưới 30% và dân số dưới 300% quy định.[5]

Theo rà soát của các tỉnh, giai đoạn 2023–2025 có 33 huyện, thị xã và 1.327 xã, phường, thị trấn thuộc 58 tỉnh, thành phố thuộc diện phải sắp xếp, sáp nhập.

### Tây Bắc Bộ

#### Tỉnh Điện Biên
Tỉnh này dự kiến sáp nhập 2 xã Mường Tùng và Sá Tổng của huyện Mường Chà vào thị xã Mường Lay và sáp nhập 3 xã Mường Mùn, Nà Tòng, Phình Sáng của huyện Tuần Giáo vào huyện Tủa Chùa.
- Thành phố Điện Biên Phủ: Dự kiến sáp nhập một phần các xã Thanh Nưa và Thanh Luông của huyện Điện Biên vào phường Thanh Trường; sáp nhập một phần phường Thanh Trường vào phường Thanh Bình.
- Huyện Điện Biên: Dự kiến sáp nhập xã Hua Thanh vào phần còn lại của xã Thanh Nưa.
- Huyện Mường Chà: Dự kiến sáp nhập bản Na Sang (xã Na Sang) vào thị trấn Mường Chà.[7]

#### Tỉnh Lào Cai
Từ ngày 1 tháng 11 năm 2024, tỉnh Lào Cai tiến hành sắp xếp các ĐVHC cấp xã như sau:
- Huyện Bắc Hà: sáp nhập xã Tà Chải vào thị trấn Bắc Hà.

Sau khi sắp xếp, tỉnh Lào Cai có 151 ĐVHC (126 xã, 16 phường và 09 thị trấn), giảm 1 đơn vị.

#### Tỉnh Sơn La
Từ ngày 1 tháng 2 năm 2025, tỉnh Sơn La tiến hành sắp xếp các ĐVHC cấp xã như sau:
- Huyện Mộc Châu: thành lập thị xã Mộc Châu, đồng thời sắp xếp đơn vị hành chính từ 2 thị trấn và 13 xã thành 8 phường và 7 xã. Cụ thể, chia thị trấn Mộc Châu thành 2 phường: Mộc Lỵ và Mộc Sơn; chia thị trấn nông trường Mộc Châu thành 3 phường: Bình Minh, Thảo Nguyên, Cờ Đỏ; sáp nhập phần còn lại thị trấn nông trường Mộc Châu và một phần xã Phiêng Luông thành phường Vân Sơn; sáp nhập phần còn lại của xã Phiêng Luông và xã Hua Păng thành xã Chiềng Chung; thành lập phường Đông Sang từ một phần xã Đông Sang; sáp nhập phần còn lại của xã Đông Sang vào xã Chiềng Sơn; thành lập phường Mường Sang từ một phần xã Mường Sang; sáp nhập phần còn lại của xã Mường Sang vào các xã Chiềng Hắc, Chiềng Khừa và Chiềng Sơn; sáp nhập xã Tân Lập và xã Tân Hợp thành xã Tân Yên; sáp nhập xã Nà Mường, xã Tà Lại và xã Quy Hướng thành xã Đoàn Kết.
- Huyện Phù Yên: sáp nhập 10 bản của xã Huy Bắc, 5 bản của xã Quang Huy và một phần diện tích xã Huy Hạ vào thị trấn Phù Yên; sáp nhập phần còn lại của xã Huy Bắc vào xã Huy Hạ; sáp nhập phần còn lại của xã Quang Huy vào xã Suối Tọ.
- Huyện Sông Mã: sáp nhập 9 bản của xã Nà Nghịu vào thị trấn Sông Mã.
- Huyện Thuận Châu: sáp nhập một phần các xã Chiềng Ly, Phổng Lăng vào thị trấn Thuận Châu; sáp nhập phần còn lại của các xã Chiềng Ly, Phổng Lăng và điều chỉnh một phần xã Chiềng Bôm thành xã Phổng Ly.
- Huyện Yên Châu: sáp nhập một phần xã Viêng Lán và xã Sặp Vạt vào thị trấn Yên Châu; sáp nhập phần còn lại của Viêng Lán vào các xã Sặp Vạt và Chiềng Pằn.

Sau khi sắp xếp, tỉnh Sơn La có 200 ĐVHC (177 xã, 15 phường và 08 thị trấn), giảm 10 đơn vị.
Ngoài ra, tỉnh Sơn La còn thành lập thị trấn Mường Giàng (huyện Quỳnh Nhai) từ xã Mường Giàng.

#### Tỉnh Yên Bái
Từ ngày 1 tháng 12 năm 2024, tỉnh Yên Bái tiến hành sắp xếp các ĐVHC như sau:
- Thành phố Yên Bái: sáp nhập phường Nguyễn Phúc vào phường Hồng Hà.
- Huyện Trấn Yên: sáp nhập xã Đào Thịnh và xã Việt Thành thành xã Thành Thịnh; xã Nga Quán vào xã Cường Thịnh; xã Bảo Hưng vào xã Minh Quân.
- Huyện Yên Bình: sáp nhập xã Yên Bình vào xã Bạch Hà.

Sau khi sắp xếp, tỉnh Yên Bái có 168 ĐVHC (146 xã, 12 phường và 10 thị trấn), giảm 5 đơn vị.

### Đông Bắc Bộ

#### Tỉnh Bắc Giang
Về cấp huyện, từ ngày 1 tháng 1 năm 2025, thực hiện sáp nhập toàn bộ diện tích và dân số của huyện Yên Dũng vào thành phố Bắc Giang; điều chỉnh địa giới huyện Lục Ngạn và huyện Sơn Động; thành lập thị xã Chũ từ một phần huyện Lục Ngạn.
Về cấp xã, từ ngày 1 tháng 1 năm 2025, tỉnh Bắc Giang tiến hành sắp xếp các ĐVHC cấp xã như sau:
- Thành phố Bắc Giang (sau khi sáp nhập với huyện Yên Dũng): sáp nhập phường Trần Nguyên Hãn vào phường Ngô Quyền; sáp nhập phường Lê Lợi vào phường Trần Phú; sáp nhập xã Lão Hộ và thị trấn Tân An thành phường Tân An.
- Huyện Hiệp Hòa: sáp nhập xã Đồng Tân và Thanh Vân thành xã Đồng Tiến; sáp nhập xã Hoàng An vào xã Hoàng Vân; sáp nhập xã Hoàng Thanh và xã Hoàng Lương thành xã Toàn Thắng; sáp nhập xã Hùng Sơn và xã Thái Sơn thành xã Hùng Thái; sáp nhập xã Hòa Sơn, xã Quang Minh và xã Đại Thành thành xã Sơn Thịnh.
- Huyện Lạng Giang: sáp nhập xã Yên Mỹ vào xã Hương Lạc; sáp nhập xã Mỹ Hà vào xã Tiên Lục.
- Huyện Lục Nam: sáp nhập xã Vũ Xá vào xã Cẩm Lý.
- Huyện Tân Yên: sáp nhập xã Phúc Sơn và xã Lam Cốt thành xã Lam Sơn; sáp nhập 3 xã: Đại Hóa, Lan Giới, Quang Tiến thành xã Quang Trung.
- Huyện Yên Thế: sáp nhập xã Tam Hiệp vào xã Tân Hiệp; sáp nhập xã Hồng Kỳ vào xã Đồng Kỳ.

Sau khi sắp xếp, tỉnh Bắc Giang có 192 ĐVHC (143 xã, 35 phường và 14 thị trấn), giảm 17 đơn vị.
Ngoài ra tỉnh Bắc Giang còn thành lập 14 phường: Cảnh Thụy, Đa Mai, Dĩnh Kế, Dĩnh Trì, Đồng Sơn, Hương Gián, Nham Biền, Nội Hoàng, Song Khê, Song Mai, Tân Liễu, Tân Mỹ, Tân Tiến, Tiền Phong (thành phố Bắc Giang) từ 14 xã có tên tương ứng; thành lập 5 phường: Chũ, Hồng Giang, Phượng Sơn, Thanh Hải, Trù Hựu (thị xã Chũ) từ 5 xã, thị trấn có tên tương ứng; thành lập 2 thị trấn Phì Điền và Biển Động (huyện Lục Ngạn) từ 2 xã có tên tương ứng sau khi tách thị trấn Chũ và 9 xã: Hồng Giang, Kiên Lao, Kiên Thành, Mỹ An, Nam Dương, Phượng Sơn, Quý Sơn, Thanh Hải, Trù Hựu để thành lập thị xã Chũ).

#### Tỉnh Bắc Kạn
Tỉnh này dự kiến sáp nhập hai xã Cẩm Giàng và Mỹ Thanh của huyện Bạch Thông vào thành phố Bắc Kạn.

#### Tỉnh Hà Giang
Tỉnh này dự kiến sáp nhập một phần các xã Đạo Đức, Kim Thạch, Phong Quang, Phú Linh của huyện Vị Xuyên vào thành phố Hà Giang.

#### Tỉnh Lạng Sơn
Từ ngày 1 tháng 12 năm 2024, tỉnh Lạng Sơn tiến hành sắp xếp các ĐVHC cấp xã như sau:
- Huyện Hữu Lũng: sáp nhập xã Sơn Hà vào thị trấn Hữu Lũng.
- Huyện Lộc Bình: sáp nhập xã Tĩnh Bắc vào xã Tam Gia.
- Huyện Tràng Định: sáp nhập xã Đại Đồng vào xã Đội Cấn vào thị trấn Thất Khê; xã Vĩnh Tiến vào xã Khánh Long.
- Huyện Văn Quan: sáp nhập xã Đồng Giáp và xã Tràng Các vào xã Khánh Khê.

Sau khi sắp xếp, tỉnh Lạng Sơn có 194 ĐVHC (175 xã, 05 phường và 14 thị trấn), giảm 6 đơn vị.

#### Tỉnh Phú Thọ
Từ ngày 1 tháng 1 năm 2025, tỉnh Phú Thọ tiến hành sắp xếp các ĐVHC cấp xã như sau:
- Thành phố Việt Trì: sáp nhập phường Vân Cơ vào phường Nông Trang; phường Bến Gót vào phường Thọ Sơn.
- Huyện Cẩm Khê: sáp nhập xã Tuy Lộc, xã Ngô Xá và xã Thụy Liễu thành xã Minh Thắng; xã Cấp Dẫn, xã Xương Thịnh và xã Sơn Tình thành xã Phong Thịnh; xã Tạ Xá và xã Yên Tập vào xã Phú Khê; xã Phú Lạc, xã Chương Xá và xã Văn Khúc thành xã Nhật Tiến.
- Huyện Đoan Hùng: sáp nhập xã Minh Phú và xã Vụ Quang vào xã Chân Mộng; xã Minh Tiến và xã Tiêu Sơn vào xã Yên Kiện; xã Vân Đồn vào xã Hùng Long; xã Vân Du vào xã Chí Đám; xã Minh Lương vào xã Bằng Doãn; xã Sóc Đăng vào thị trấn Đoan Hùng.

Sau khi sắp xếp, tỉnh Phú Thọ có 207 ĐVHC (180 xã, 15 phường và 12 thị trấn), giảm 18 đơn vị.
Ngoài ra, tỉnh Phú Thọ còn thành lập thị trấn Tân Phú (huyện Tân Sơn) từ xã Tân Phú.

#### Tỉnh Thái Nguyên
Từ ngày 1 tháng 12 năm 2024, tỉnh Thái Nguyên tiến hành sắp xếp các ĐVHC cấp xã như sau:
- Huyện Đại Từ: sáp nhập xã Quân Chu vào thị trấn Quân Chu.[17] sáp nhập xã Na Mao vào xã Phú Cường và Phú Xuyên; xã Vạn Thọ và xã Ký Phú thành xã Vạn Phú.
- Huyện Định Hóa: sáp nhập xã Bảo Cường vào thị trấn Chợ Chu.
- Huyện Đồng Hỷ: sáp nhập xã Tân Lợi vào thị trấn Trại Cau.
- Huyện Phú Lương: sáp nhập xã Phấn Mễ vào thị trấn Đu và thị trấn Giang Tiên.

Sau khi sắp xếp, tỉnh Thái Nguyên có 172 ĐVHC (121 xã, 41 phường và 10 thị trấn), giảm 6 đơn vị.

#### Tỉnh Tuyên Quang
Từ ngày 1 tháng 9 năm 2024, tỉnh Tuyên Quang tiến hành sắp xếp, sáp nhập các ĐVHC cấp xã như sau:
- Huyện Sơn Dương: sáp nhập 2 xã Hồng Lạc và Vân Sơn thành xã Hồng Sơn.

Sau khi sắp xếp, tỉnh Tuyên Quang có 137 ĐVHC cấp xã (121 xã, 10 phường và 6 thị trấn), giảm 1 đơn vị.

### Đồng bằng sông Hồng

#### Tỉnh Bắc Ninh
Từ ngày 1 tháng 12 năm 2024, tỉnh Bắc Ninh tiến hành sắp xếp các ĐVHC cấp xã như sau:
- Thành phố Bắc Ninh: sáp nhập 3 phường Ninh Xá, Tiền An, Vệ An thành phường Tiền Ninh Vệ.
- Thị xã Quế Võ: sáp nhập xã Hán Quảng vào xã Chi Lăng.
- Huyện Lương Tài: sáp nhập 2 xã Lai Hạ và Mỹ Hương thành xã An Tập; sáp nhập xã Trừng Xá và xã Minh Tân thành xã Quang Minh.

Sau khi sắp xếp, tỉnh Bắc Ninh có 121 ĐVHC (66 xã, 50 phường và 05 thị trấn), giảm 5 đơn vị.
Ngoài ra, tỉnh Bắc Ninh còn thành lập thị trấn Nhân Thắng (huyện Gia Bình) từ xã Nhân Thắng.

#### Tỉnh Hà Nam
Từ ngày 1 tháng 1 năm 2025, tỉnh Hà Nam tiến hành sắp xếp các ĐVHC cấp xã như sau:
- Thành phố Phủ Lý: sáp nhập phường Minh Khai, phường Hai Bà Trưng, phường Lương Khánh Thiện và phường Trần Hưng Đạo thành phường Châu Cầu; xã Liêm Chung vào phường Liêm Chính; xã Tiên Hải vào phường Lam Hạ; xã Liêm Tuyền và xã Liêm Tiết thành phường Tân Liêm; xã Tiên Tân và xã Tiên Hiệp thành phường Tân Hiệp.
- Thị xã Duy Tiên: sáp nhập xã Mộc Bắc và xã Mộc Nam thành xã Mộc Hoàn.
- Huyện Bình Lục: sáp nhập xã An Nội, xã Bối Cầu và xã Hưng Công thành xã Bình An.
- Huyện Kim Bảng: sáp nhập xã Nhật Tựu và xã Nhật Tân thành phường Tân Tựu, đồng thời với việc thành lập thị xã Kim Bảng.

Sau khi sắp xếp, tỉnh Hà Nam có 98 ĐVHC (65 xã, 29 phường và 04 thị trấn), giảm 11 đơn vị.

#### Thành phố Hà Nội
Từ ngày 1 tháng 1 năm 2025, thành phố Hà Nội tiến hành sắp xếp các ĐVHC cấp xã như sau:
- Quận Ba Đình: sáp nhập phường Nguyễn Trung Trực vào phường Trúc Bạch.
- Quận Cầu Giấy: sáp nhập một phần của phường Dịch Vọng và một phần phường Yên Hòa vào phường Quan Hoa; một phần của phường Dịch Vọng, một phần phường Dịch Vọng Hậu và một phần phường Nghĩa Đô vào phường Nghĩa Tân.
- Quận Đống Đa: sáp nhập phường Trung Phụng vào phường Khâm Thiên; phường Quốc Tử Giám và phường Văn Miếu thành phường Văn Miếu – Quốc Tử Giám; phường Ngã Tư Sở vào phường Khương Thượng và phường Thịnh Quang; một phần phường Trung Tự vào phường Kim Liên; phường Phương Liên và phần còn lại của phường Trung Tự thành phường Phương Liên – Trung Tự.
- Quận Hà Đông: sáp nhập phường Yết Kiêu và phường Nguyễn Trãi vào phường Quang Trung.
- Quận Hai Bà Trưng: sáp nhập phường Đống Mác vào phường Đồng Nhân; phường Cầu Dền vào phường Bách Khoa và phường Thanh Nhàn; phường Quỳnh Lôi vào phường Bạch Mai.
- Quận Long Biên: sáp nhập phường Sài Đồng vào phường Phúc Đồng và phường Phúc Lợi.
- Quận Thanh Xuân: sáp nhập phường Thanh Xuân Nam vào phường Thanh Xuân Bắc; phường Kim Giang vào phường Hạ Đình.
- Thị xã Sơn Tây: sáp nhập phường Lê Lợi và phường Quang Trung vào phường Ngô Quyền.
- Huyện Ba Vì: sáp nhập xã Châu Sơn, xã Tản Hồng và xã Phú Phương thành xã Phú Hồng.
- Huyện Chương Mỹ: sáp nhập xã Hòa Chính và xã Phú Nam An thành xã Hòa Phú; xã Đồng Phú và xã Hồng Phong thành xã Hồng Phú.
- Huyện Gia Lâm: sáp nhập xã Kim Lan và xã Văn Đức thành xã Kim Đức; xã Kim Sơn và xã Phú Thị thanh xã Phú Sơn; xã Dương Hà và xã Đình Xuyên thanh xã Thiên Đức; xã Đông Dư vào xã Bát Tràng; xã Trung Màu vào xã Phù Đổng.
- Huyện Mê Linh: sáp nhập xã Vạn Yên vào xã Liên Mạc.
- Huyện Mỹ Đức: sáp nhập xã Bột Xuyên và xã Mỹ Thành thành xã Mỹ Xuyên; xã Vạn Kim và xã Đốc Tín thành xã Vạn Tín.
- Huyện Phú Xuyên: sáp nhập xã Tri Trung vào xã Hồng Minh; xã Đại Thắng vào xã Văn Hoàng; xã Sơn Hà và xã Quang Trung thành xã Quang Hà; xã Nam Triều vào xã Nam Phong.
- Huyện Phúc Thọ: sáp nhập xã Thọ Lộc và xã Tích Giang thành xã Tích Lộc; xã Thượng Cốc và xã Long Xuyên thành xã Long Thượng; xã Vân Nam và xã Vân Hà thành xã Nam Hà.
- Huyện Quốc Oai: sáp nhập xã Phượng Cách và xã Yên Sơn thành xã Phượng Sơn; xã Tân Hòa vào xã Cộng Hòa; xã Đại Thành và xã Tân Phú thành xã Hưng Đạo; xã Nghĩa Hương và xã Liệp Tuyết thành xã Liệp Nghĩa.
- Huyện Thạch Thất: sáp nhập xã Dị Nậu và Canh Nậu thành xã Lam Sơn; xã Chàng Sơn vào xã Thạch Xá; xã Hữu Bằng và xã Bình Phú thành xã Quang Trung.
- Huyện Thanh Oai: sáp nhập xã Cao Dương và Xuân Dương thành xã Cao Xuân Dương.
- Huyện Thường Tín: sáp nhập xã Thư Phú vào xã Chương Dưong; xã Vạn Điểm và xã Thống Nhất thành xã Vạn Nhất.
- Huyện Ứng Hòa: sáp nhập xã Viên Nội, xã Viên An và xã Hoa Sơn thành xã Hoa Viên; xã Cao Thành, xã Sơn Công và xã Đồng Tiến thành xã Cao Sơn Tiến; xã Hòa Xá, xã Vạn Thái và xã Hòa Nam thành xã Thái Hòa; xã Lưu Hoàng, xã Hồng Quang và xã Đội Bình thành xã Bình Lưu Quang; xã Hòa Lâm vào xã Trầm Lộng.

Sau khi sắp xếp, thành phố Hà Nội có 526 ĐVHC (160 phường, 345 xã và 21 thị trấn), giảm 53 đơn vị.

#### Tỉnh Hải Dương
Từ ngày 1 tháng 12 năm 2024, tỉnh Hải Dương tiến hành sắp xếp các ĐVHC cấp xã như sau:
- Thành phố Hải Dương: sáp nhập phường Phạm Ngũ Lão vào phường Lê Thanh Nghị.
- Thị xã Kinh Môn: sáp nhập xã Hoành Sơn vào phường Duy Tân.
- Huyện Bình Giang: sáp nhập 2 xã Bình Minh và Thái Học thành xã Thái Minh.
- Huyện Cẩm Giàng: sáp nhập xã Thạch Lỗi vào thị trấn Cẩm Giang; xã Cẩm Điền và xã Cẩm Phúc thành xã Phúc Điền.
- Huyện Gia Lộc: sáp nhập xã Gia Lương và xã Tân Tiến thành xã Gia Tiến; xã Gia Khánh và xã Gia Tân thành xã Gia Phúc; xã Đồng Quang và xã Nhật Tân thành xã Nhật Quang; xã Đức Xương và xã Quang Minh thành xã Quang Đức.
- Huyện Kim Thành: sáp nhập xã Cổ Dũng và xã Thượng Vũ thành xã Vũ Dũng; xã Cộng Hòa và xã Lai Vu thành xã Lai Khê; xã Bình Dân và xã Liên Hòa thành xã Hòa Bình; xã Phúc Thành và một phần thôn Quỳnh Khê (xã Kim Xuyên) vào thị trấn Phú Thái.
- Huyện Nam Sách: sáp nhập xã Nam Chính và xã Nam Trung thành xã Trần Phú; xã An Lâm và xã Phú Điền thành xã An Phú; xã Thanh Quang và xã Quốc Tuấn thành xã Quốc Tuấn; xã Nam Hồng vào thị trấn Nam Sách.
- Huyện Ninh Giang: sáp nhập xã Hồng Phúc và xã Kiến Quốc thành xã Kiến Phúc; xã Hồng Đức và xã Vạn Phúc thành xã Đức Phúc; xã Đông Xuyên và xã Ninh Hải thành xã Bình Xuyên; xã Đồng Tâm vào thị trấn Ninh Giang.
- Huyện Thanh Hà: sáp nhập xã Cẩm Chế và xã Việt Hồng thành xã Cẩm Việt; xã Thanh Thủy và xã Thanh Xá thành xã Thanh Tân; xã Thanh Cường và xã Vĩnh Lập thành xã Vĩnh Cường; xã Thanh Khê vào thị trấn Thanh Hà.
- Huyện Tứ Kỳ: sáp nhập xã Ngọc Kỳ và xã Tái Sơn thành xã Kỳ Sơn; xã Dân Chủ và xã Quảng Nghiệp thành xã Dân An; xã Cộng Lạc và xã Phượng Kỳ thành xã Lạc Phượng.

Sau khi sắp xếp, tỉnh Hải Dương có 207 ĐVHC (151 xã, 46 phường và 10 thị trấn), giảm 28 đơn vị.

#### Thành phố Hải Phòng
Từ ngày 1 tháng 1 năm 2025, thành phố Hải Phòng tiến hành sắp xếp các ĐVHC cấp xã như sau:
- Quận Hồng Bàng: sáp nhập 3 xã An Hồng, An Hưng, Đại Bản của huyện An Dương vào quận Hồng Bàng và thành lập 3 phường có tên tương ứng; sáp nhập phường Hạ Lý và phường Trại Chuối vào phường Thượng Lý.
- Quận Kiến An: sáp nhập phường Phù Liễn và phường Tràng Minh thành phường Bắc Hà; phường Quán Trữ và phường Lãm Hà vào phường Đồng Hòa.
- Quận Lê Chân: sáp nhập phường Lam Sơn và phường Cát Dài vào phường An Biên; phường Hồ Nam và phường Dư Hàng vào phường Trần Nguyên Hãn; phường Trại Cau và phường Đông Hải vào phường Hàng Kênh; phường Niệm Nghĩa và phường Nghĩa Xá vào phường An Dương.
- Quận Ngô Quyền: sáp nhập phường Đồng Quốc Bình và phường Lê Lợi vào phường Lạch Tray; phường Lạc Viên và phường Máy Tơ vào phường Gia Viên.
- Huyện An Dương: Sau khi sáp nhập 3 xã nêu trên vào quận Hồng Bàng, thành lập quận An Dương với 10 phường trực thuộc, trong đó thành lập phường Lê Lợi trên cơ sở thị trấn An Dương và xã Lê Lợi, thành lập phường Nam Sơn trên cơ sở xã Nam Sơn và một phần xã Bắc Sơn, thành lập phường Tân Tiến trên cơ sở xã Tân Tiến và phần còn lại của xã Bắc Sơn, thành lập phường An Hải trên cơ sở xã Đặng Cương và xã Quốc Tuấn.
- Huyện Kiến Thụy: sáp nhập 3 xã Đại Hà, Thụy Hương và Ngũ Đoan thành xã Kiến Hưng.[24]
- Huyện Thủy Nguyên: tthành lập thành phố Thủy Nguyên, từ 35 xã, 2 thị trấn được sắp xếp thành 17 phường và 4 xã, trong đó sáp nhập các cặp xã sau đây để thành lập phường: Hoàng Động và Lâm Động thành phường Hoàng Lâm; Dương Quan và Tân Dương thành phường Dương Quan; Kiền Bái và Mỹ Đồng thành phường Lê Hồng Phong; Đông Sơn và Kênh Giang thành phường Trần Hưng Đạo; Lưu Kiếm và Lưu Kỳ thành phường Lưu Kiếm; Thủy Triều và Trung Hà thành phường Thủy Hà; Phả Lễ và Phục Lễ thành phường Nam Triệu Giang; các xã Thủy Đường, Thủy Sơn và thị trấn Núi Đèo thành phường Thủy Đường; thành lập các xã mới từ việc sáp nhập các xã: Gia Đức, Gia Minh và Minh Tân thành xã Bạch Đằng; An Sơn, Kỳ Sơn và Phù Ninh thành xã Ninh Sơn; Lại Xuân và Liên Khê thành xã Liên Xuân; Cao Nhân, Chính Mỹ và Hợp Thành thành xã Quang Trung.
- Huyện Tiên Lãng: sáp nhập xã Toàn Thắng, xã Bạch Đằng và xã Quang Phục thành xã Tân Minh.
- Huyện Vĩnh Bảo: sáp nhập xã Vĩnh Long, xã Hiệp Hòa và xã An Hòa thành xã Vĩnh Hòa; xã Nhân Hòa, xã Tam Đa và xã Vinh Quang thành xã Vĩnh Hưng; xã Hưng Nhân, xã Thanh Lương và xã Đồng Minh thành xã Vĩnh Hải; xã Vĩnh Phong và xã Cộng Hiền vào xã Tiền Phong; xã Cổ Am và xã Vĩnh Tiến vào xã Tam Cường.

Sau khi sắp xếp, thành phố Hải Phòng có 167 ĐVHC (79 phường, 07 thị trấn và 81 xã), giảm 50 đơn vị.

#### Tỉnh Hưng Yên
Từ ngày 1 tháng 12 năm 2024, tỉnh Hưng Yên tiến hành sắp xếp các ĐVHC cấp xã như sau:
- Thành phố Hưng Yên: sáp nhập phường Quang Trung vào phường Lê Lợi; một phần xã Phương Chiểu và xã Hồng Nam thành xã Phương Nam; phần còn lại của xã Phương Chiểu vào xã Liên Phương.
- Huyện Ân Thi: sáp nhập xã Văn Nhuệ vào xã Đa Lộc; xã Tân Phúc vào xã Quang Vinh; xã Hồng Vân vào xã Hồng Quang.
- Huyện Khoái Châu: sáp nhập xã Bình Kiều vào thị trấn Khoái Châu; xã Hàm Tử và xã Dạ Trạch thành xã Phạm Hồng Thái; xã Hồng Tiến vào xã Đồng Tiến; xã Đại Hưng và xã Chí Tân thành xã Chí Minh; sáp nhập xã Thành Công và xã Nhuế Dương thành xã Nguyễn Huệ.
- Huyện Kim Động: sáp nhập xã Phú Thịnh và xã Thọ Vinh thành xã Phú Thọ; xã Nhân La và xã Vũ Xá thành xã Diên Hồng.
- Huyện Phù Cừ: sáp nhập xã Minh Tiến vào xã Tiên Tiến.
- Huyện Tiên Lữ: sáp nhập xã Dị Chế và xã Ngô Quyền vào thị trấn Vương; xã Minh Phượng vào xã Cương Chính; xã Hải Triều và xã Đức Thắng thành xã Hải Thắng.
- Huyện Yên Mỹ: sáp nhập xã Trung Hưng vào thị trấn Yên Mỹ; xã Giai Phạm và xã Nghĩa Hiệp thành xã Nguyễn Văn Linh; xã Lý Thường Kiệt và xã Tân Việt thành xã Tân Minh; xã Minh Châu, xã Việt Cường và xã Yên Hòa thành xã Việt Yên.

Sau khi sắp xếp, tỉnh Hưng Yên có 139 ĐVHC (118 xã, 13 phường và 08 thị trấn), giảm 22 đơn vị.

#### Tỉnh Nam Định
Về cấp huyện, từ ngày 1 tháng 9 năm 2024, thực hiện sáp nhập toàn bộ diện tich và dân số của huyện Mỹ Lộc vào thành phố Nam Định.
Về cấp xã, kể từ ngày 1 tháng 9 năm 2024, tỉnh Nam Định tiến hành sắp xếp các ĐVHC cấp xã như sau:
- Thành phố Nam Định (sau khi sáp nhập với huyện Mỹ Lộc): sáp nhập phường Bà Triệu và phường Trần Đăng Ninh vào phường Cửa Bắc; phường Ngô Quyền và phường Trần Quang Khải vào phường Năng Tĩnh; phường Nguyễn Du và phường Phan Đình Phùng vào phường Trần Hưng Đạo; phường Trần Tế Xương và phường Vị Hoàng vào phường Vị Xuyên; phường Hạ Long và phường Thống Nhất vào phường Quang Trung; phường Văn Miếu và xã Lộc An vào phường Trường Thi; xã Mỹ Thành, xã Mỹ Thịnh và xã Mỹ Tiến thành xã Mỹ Lộc; xã Mỹ Hưng và thị trấn Mỹ Lộc thành phường Hưng Lộc.
- Huyện Giao Thủy: sáp nhập thị trấn Ngô Đồng, xã Giao Tiến và xã Hoành Sơn thành thị trấn Giao Thủy.
- Huyện Hải Hậu: sáp nhập xã Hải Bắc và xã Hải Phương vào thị trấn Yên Định; xã Hải Chính và xã Hải Lý vào thị trấn Cồn; xã Hải Hà và xã Hải Thanh vào xã Hải Hưng; xã Hải Phúc và xã Hải Vân vào xã Hải Nam; xã Hải Cường và xã Hải Triều vào xã Hải Xuân.
- Huyện Nam Trực: sáp nhập xã Điền Xá, xã Nam Mỹ và xã Nam Toàn thành xã Nam Điền.
- Huyện Nghĩa Hưng: sáp nhập xã Nghĩa Đồng, xã Nghĩa Minh và xã Nghĩa Thịnh thành xã Đồng Thịnh; xã Nghĩa Bình và xã Nghĩa Tân vào thị trấn Quỹ Nhất.
- Huyện Vụ Bản: sáp nhập xã Minh Thuận và xã Tân Khánh vào xã Minh Tân; xã Tân Thành và xã Liên Bảo vào xã Thành Lợi.
- Huyện Xuân Trường: sáp nhập xã Xuân Bắc, xã Xuân Phương và xã Xuân Trung thành xã Trà Lũ; xã Xuân Hòa, xã Xuân Kiên và xã Xuân Tiến thành xã Xuân Phúc; xã Xuân Đài, xã Xuân Phong và xã Xuân Thủy thành xã Xuân Giang.
- Huyện Ý Yên: xã Yên Nghĩa, xã Yên Thành và xã Yên Trung thành xã Trung Nghĩa; xã Yên Hưng, xã Yên Phú và xã Yên Phương thành xã Phú Hưng; xã Yên Lợi, xã Yên Minh và xã Yên Tân thành xã Tân Minh; xã Yên Bằng, xã Yên Hồng và xã Yên Quang thành xã Hồng Quang.

Sau khi săp xếp, tỉnh Nam Định có 9 ĐVHC cấp huyện (1 thành phố và 8 huyện) với 175 ĐVHC (146 xã, 14 phường và 15 thị trấn), giảm 1 ĐVHC cấp huyện và 51 ĐVHC cấp xã.
Ngoài ra, tỉnh Nam Định còn thành lập 2 phường Nam Phong và Nam Vân (thành phố Nam Định) từ 2 xã có tên tương ứng.

#### Tỉnh Ninh Bình
Về cấp huyện, từ ngày 1 tháng 1 năm 2025, thực hiện sáp nhập toàn bộ diện tich và dân số của huyện Hoa Lư vào thành phố Ninh Bình và đổi tên thành thành phố Hoa Lư.
Về cấp xã, kể từ ngày 1 tháng 1 năm 2025, tỉnh Ninh Bình tiến hành sắp xếp các ĐVHC cấp xã như sau:
- Thành phố Hoa Lư (sau khi sáp nhập thành phố Ninh Bình với huyện Hoa Lư): sáp nhập phường Thanh Bình và phường Phúc Thành vào phường Vân Giang; sáp nhập xã Ninh Thắng vào xã Ninh Hải; sáp nhập xã Ninh Mỹ và thị trấn Thiên Tôn thành phường Ninh Mỹ; sáp nhập xã Ninh Xuân vào xã Ninh Nhất.
- Huyện Gia Viễn: sáp nhập xã Gia Tiến và xã Gia Thắng thành xã Tiến Thắng; sáp nhập thị trấn Me, xã Gia Thịnh và xã Gia Vượng thành thị trấn Thịnh Vượng.
- Huyện Kim Sơn: sáp nhập xã Lưu Phương vào thị trấn Phát Diệm; sáp nhập xã Kim Hải vào thị trấn Bình Minh.
- Huyện Nho Quan: sáp nhập xã Sơn Hà và xã Sơn Lai thành xã Phúc Sơn; sáp nhập xã Sơn Thành và xã Thanh Lạc thành xã Thanh Sơn; sáp nhập xã Văn Phong và xã Lạng Phong vào thị trấn Nho Quan.
- Huyện Yên Khánh: sáp nhập xã Khánh Tiên vào xã Khánh Thiện.
- Huyện Yên Mô: sáp nhập xã Mai Sơn vào xã Khánh Thượng; sáp nhập xã Yên Hưng và xã Khánh Thịnh vào thị trấn Yên Thịnh.

Sau khi săp xếp, tỉnh Ninh Bình có 7 ĐVHC cấp huyện (2 thành phố và 5 huyện) với 125 ĐVHC (101 xã, 18 phường và 6 thị trấn), giảm 1 ĐVHC cấp huyện và 18 ĐVHC cấp xã.
Ngoài ra, tỉnh Ninh Bình còn thành lập 2 phường Ninh Giang và Ninh Phúc (thành phố Hoa Lư) từ 2 xã có tên tương ứng.

#### Tỉnh Quảng Ninh
Từ ngày 1 tháng 11 năm 2024, tỉnh Quảng Ninh tiến hành sắp xếp các ĐVHC cấp xã như sau:
- Thành phố Hạ Long: sáp nhập phường Yết Kiêu vào phường Trần Hưng Đạo.
- Thành phố Cẩm Phả: sáp nhập xã Cẩm Hải và xã Cộng Hòa thành xã Hải Hòa.
- Thành phố Móng Cái: sáp nhập phường Hòa Lạc vào phường Trần Phú.
- Thị xã Đông Triều: sáp nhập phường Đông Triều vào phường Đức Chính; sáp nhập xã Tân Việt vào xã Việt Dân, đồng thời với việc thành lập thành phố Đông Triều.
- Huyện Ba Chẽ: sáp nhập xã Minh Cầm và xã Lương Mông thành xã Lương Minh.

Sau khi sắp xếp, tỉnh Quảng Ninh có 171 ĐVHC (91 xã, 73 phường và 07 thị trấn), giảm 6 đơn vị.
Ngoài ra, tỉnh Quảng Ninh còn thành lập 4 phường Bình Dương, Bình Khê, Thủy An, Yên Đức (thành phố Đông Triều) từ 4 xã có tên tương ứng.

#### Tỉnh Thái Bình
Từ ngày 1 tháng 11 năm 2024, tỉnh Thái Bình tiến hành sắp xếp các ĐVHC cấp xã như sau:
- Huyện Đông Hưng: sáp nhập xã An Châu, xã Liên Giang và xã Đô Lương thành xã Liên An Đô; xã Chương Dương, xã Hợp Tiến và xã Phong Châu thành xã Phong Dương Tiến; xã Đông Quang, xã Đông Xuân và xã Đông Động thành xã Xuân Quang Động.
- Huyện Hưng Hà: sáp nhập xã Dân Chủ, xã Hùng Dũng và xã Điệp Nông thành xã Quang Trung.
- Huyện Kiến Xương: sáp nhập xã Đình Phùng, xã Thượng Hiền và xã Nam Cao thành xã Thống Nhất; xã Vũ Thắng, xã Vũ Bình và xã Vũ Hòa thành xã Hồng Vũ.
- Huyện Quỳnh Phụ: sáp nhập xã Quỳnh Bảo, xã Quỳnh Xá và xã Quỳnh Trang thành xã Trang Bảo Xá.
- Huyện Tiền Hải: xã Đông Quý, xã Đông Trung và xã Đông Phong thành xã Đông Quang; xã Tây Phong và xã Tây Tiến thành xã Ái Quốc; xã Nam Thanh và xã Nam Thắng thành xã Nam Tiến.

Sau khi sắp xếp, tỉnh Thái Bình có 242 ĐVHC (223 xã, 10 phường và 09 thị trấn), giảm 18 đơn vị.

#### TỉnhVĩnh Phúc
Từ ngày 1 tháng 1 năm 2025, tỉnh Vĩnh Phúc tiến hành sắp xếp các ĐVHC cấp xã như sau:
- Thành phố Phúc Yên: sáp nhập phường Trưng Nhị và phường Trưng Trắc thành phường Hai Bà Trưng.
- Huyện Lập Thạch: sáp nhập xã Đình Chu và xã Triệu Đề thành xã Tây Sơn.
- Huyện Sông Lô: sáp nhập xã Nhạo Sơn và xã Như Thụy vào thị trấn Tam Sơn; xã Bạch Lưu vào xã Hải Lựu.
- Huyện Tam Dương: sáp nhập xã Hợp Thịnh và Vân Hội thành xã Hội Thịnh.
- Huyện Vĩnh Tường: sáp nhập xã Vĩnh Sơn vào thị trấn Thổ Tang; xã Tam Phúc vào thị trấn Vĩnh Tường; xã Tân Tiến vào xã Đại Đồng; xã Bồ Sao, xã Cao Đại và xã Việt Xuân thành xã Sao Đại Việt; xã An Tường và xã Lý Nhân thành xã An Nhân; xã Bình Dương và xã Vân Xuân thành xã Lương Điền; xã Phú Đa và xã Vĩnh Ninh thành xã Vĩnh Phú.
- Huyện Yên Lạc: sáp nhập xã Hồng Phương vào xã Hồng Châu.

Sau khi sắp xếp, tỉnh Vĩnh Phúc có 121 ĐVHC (88 xã, 15 phường và 18 thị trấn), giảm 15 đơn vị.

### Bắc Trung Bộ

#### Tỉnh Hà Tĩnh
Về cấp huyện, từ ngày 1 tháng 1 năm 2025, thực hiện sáp nhập huyện Lộc Hà vào huyện Thạch Hà (trừ xã Hộ Độ sáp nhập vào thành phố Hà Tĩnh).
Về cấp xã, từ ngày 1 tháng 1 năm 2025, tỉnh Hà Tĩnh tiến hành sắp xếp các ĐVHC cấp xã như sau:
- Thành phố Hà Tĩnh: sáp nhập phường Thạch Linh vào phường Trần Phú; phường Nguyễn Du và một phần phường Trần Phú vào phường Bắc Hà; đồng thời sáp nhập các xã Hộ Độ (Lộc Hà), Đỉnh Bàn, Tân Lâm Hương, Thạch Đài, Thạch Hải, Thạch Hội, Thạch Khê, Thạch Lạc, Thạch Thắng, Thạch Trị, Thạch Văn, Tượng Sơn (Thạch Hà), Cẩm Bình, Cẩm Vịnh (Cẩm Xuyên) vào thành phố Hà Tĩnh.
- Huyện Can Lộc: sáp nhập xã Trung Lộc vào thị trấn Đồng Lộc.
- Huyện Hương Khê: sáp nhập xã Phú Phong, một phần xã Hương Xuân và một phần xã Phú Gia vào thị trấn Hương Khê.
- Huyện Hương Sơn: sáp nhập xã Sơn Hàm và xã Sơn Trường thành xã Hàm Trường; xã Sơn Long và xã Sơn Trà thành xã Mỹ Long; sáp nhập xã Sơn Châu và xã Sơn Bình thành xã Châu Bình.

Sau khi sắp xếp, tỉnh Hà Tĩnh có 12 ĐVHC cấp huyện (1 thành phố, 2 thị xã và 9 huyện) với 209 ĐVHC cấp xã (170 xã, 25 phường và 14 thị trấn), giảm 1 ĐVHC cấp huyện và 7 ĐVHC cấp xã.
Ngoài ra tỉnh Hà Tĩnh còn thành lập 4 phường: Đồng Môn, Thạch Hạ, Thạch Hưng, Thạch Trung (thành phố Hà Tĩnh) từ 4 xã có tên tương ứng; thành lập 2 phường Kỳ Nam và Kỳ Ninh (thị xã Kỳ Anh) từ 2 xã có tên tương ứng; thành lập thị trấn Kỳ Đồng (huyện Kỳ Anh) từ xã Kỳ Đồng.

#### Tỉnh Nghệ An
Về cấp huyện, từ ngày 1 tháng 12 năm 2024, thực hiện sáp nhập thị xã Cửa Lò và 4 xã: Nghi Phong, Nghi Thái, Nghi Xuân, Phúc Thọ của huyện Nghi Lộc vào thành phố Vinh.
Về cấp xã, từ ngày 1 tháng 12 năm 2024, tỉnh Nghệ An tiến hành sắp xếp các ĐVHC cấp xã như sau:
- Thành phố Vinh (sau khi sáp nhập với thị xã Cửa Lò): sáp nhập phường Hồng Sơn vào phường Vinh Tân; phường Đội Cung và phường Lê Mao vào phường Quang Trung.
- Huyện Anh Sơn: sáp nhập xã Thạch Sơn và thị trấn Anh Sơn thành thị trấn Kim Nhan; xã Tam Sơn và xã Đỉnh Sơn thành xã Tam Đỉnh.
- Huyện Con Cuông: sáp nhập thị trấn Con Cuông và xã Bồng Khê cùng với một phần xã Chi Khê thành thị trấn Trà Lân.
- Huyện Diễn Châu: sáp nhập thị trấn Diễn Châu và xã Diễn Thành thành thị trấn Diễn Thành; xã Diễn Tháp và xã Diễn Xuân thành xã Xuân Tháp; xã Diễn Ngọc và xã Diễn Bích thành xã Ngọc Bích; xã Diễn Hùng và xã Diễn Hải thành xã Hùng Hải; xã Diễn Hạnh và xã Diễn Quảng thành xã Hạnh Quảng.
- Huyện Đô Lương: sáp nhập xã Ngọc Sơn và xã Lam Sơn thành xã Bạch Ngọc.
- Huyện Hưng Nguyên: sáp nhập xã Hưng Mỹ và xã Hưng Thịnh thành xã Thịnh Mỹ, xã Hưng Tân và xã Hưng Thông thành xã Thông Tân, xã Hưng Lợi và xã Hưng Phúc thành xã Phúc Lợi.
- Huyện Nam Đàn: sáp nhập xã Hồng Long và xã Xuân Lâm thành xã Xuân Hồng; xã Nam Nghĩa và xã Nam Thái thành xã Nghĩa Thái.
- Huyện Nghi Lộc: sáp nhập xã Nghi Hoa và xã Nghi Diên thành xã Diên Hoa; xã Nghi Thịnh và xã Nghi Trường thành xã Thịnh Trường.
- Huyện Nghĩa Đàn: sáp nhập xã Nghĩa Hiếu và xã Nghĩa Thịnh vào xã Nghĩa Hưng; xã Nghĩa Phú vào xã Nghĩa Thọ.
- Huyện Quỳnh Lưu: sáp nhập xã Quỳnh Long và xã Quỳnh Thuận thành xã Thuận Long; xã Quỳnh Thọ và xã Sơn Hải thành xã Văn Hải; xã Tiến Thủy và xã Quỳnh Nghĩa thành xã Phú Nghĩa; xã Quỳnh Lương và xã Quỳnh Minh thành xã Minh Lương; xã Quỳnh Mỹ và xã Quỳnh Hoa thành xã Quỳnh Sơn; xã Quỳnh Bá, Quỳnh Hưng và Quỳnh Ngọc thành xã Bình Sơn; sáp nhập xã Quỳnh Hồng và một phần 2 xã Quỳnh Bá và Quỳnh Hưng vào thị trấn Cầu Giát.
- Huyện Tân Kỳ: sáp nhập xã Nghĩa Hợp và xã Nghĩa Bình thành xã Bình Hợp; xã Tân Long và xã Nghĩa Hoàn thành xã Hoàn Long.
- Huyện Thanh Chương: sáp nhập xã Thanh Lĩnh, xã Thanh Đồng và thị trấn Thanh Chương thành thị trấn Dùng; xã Thanh Hòa và xã Thanh Nho thành xã Minh Sơn; xã Thanh Chi và xã Thanh Khê thành xã Thanh Quả; sáp nhập xã Thanh Long và xã Võ Liệt thành xã Kim Bảng; xã Xuân Tường và xã Thanh Dương thành xã Xuân Dương; xã Thanh Lương, xã Thanh Yên và xã Thanh Khai thành xã Minh Tiến; sáp nhập xã Thanh Mai và xã Thanh Giang thành xã Mai Giang.
- Huyện Yên Thành: sáp nhập thị trấn Yên Thành và xã Hoa Thành thành thị trấn Hoa Thành; xã Công Thành và xã Khánh Thành thành xã Vân Tụ; xã Đại Thành vào xã Minh Thành; xã Lý Thành vào xã Liên Thành; xã Hồng Thành vào xã Phú Thành; xã Hợp Thành và xã Nhân Thành thành xã Đông Thành; xã Hùng Thành vào xã Hậu Thành.

Sau khi sắp xếp, tỉnh Nghệ An có 20 ĐVHC cấp huyện (1 thành phố, 2 thị xã và 17 huyện) với 412 ĐVHC cấp xã (362 xã, 33 phường và 17 thị trấn), giảm 1 ĐVHC cấp huyện và giảm 48 ĐVHC cấp xã.
Ngoài ra, tỉnh Nghệ An còn thành lập 4 phường: Hưng Đông, Hưng Lộc, Nghi Phú, Nghi Đức (thành phố Vinh) từ 4 xã có tên tương ứng.

#### Tỉnh Quảng Bình
Từ ngày 1 tháng 12 năm 2024, tỉnh Quảng Bình tiến hành sắp xếp các ĐVHC cấp xã như sau:
- Huyện Bố Trạch: sáp nhập xã Hạ Trạch và xã Mỹ Trạch thành xã Hạ Mỹ; xã Lý Trạch và xã Nam Trạch thành xã Lý Nam.
- Huyện Minh Hóa: Sáp nhập xã Hóa Phúc, xã Hóa Thanh và xã Hóa Tiến thành xã Tân Thành.
- Huyện Quảng Ninh: sáp nhập xã Lương Ninh vào thị trấn Quán Hàu.
- Huyện Quảng Trạch: sáp nhập xã Phù Hóa và xã Cảnh Hóa thành xã Phù Cảnh.

Sau khi sắp xếp, tỉnh Quảng Bình có 145 ĐVHC (122 xã, 15 phường và 08 thị trấn), giảm 6 đơn vị.

#### Tỉnh Quảng Trị
Từ ngày 1 tháng 1 năm 2025, tỉnh Quảng Trị tiến hành sắp xếp các ĐVHC cấp xã như sau:
- Huyện Gio Linh: sáp nhập xã Linh Hải vào xã Gio Sơn; xã Gio Việt vào thị trấn Cửa Việt; xã Gio Châu vào xã Gio Quang và thị trấn Gio Linh.
- Huyện Hải Lăng: sáp nhập xã Hải Quế và xã Hải Ba thành xã Hải Bình.
- Huyện Triệu Phong: sáp nhập xã Triệu Sơn và xã Triệu Lăng thành xã Triệu Cơ; xã Triệu An và xã Triệu Vân thành xã Triệu Tân.

Sau khi sắp xếp, tỉnh Quảng Trị có 119 ĐVHC (95 xã, 13 phường và 11 thị trấn), giảm 6 đơn vị.

#### Tỉnh Thanh Hóa
Về cấp huyện, từ ngày 1 tháng 1 năm 2025, thực hiện sáp nhập toàn bộ diện tích và dân số của huyện Đông Sơn vào thành phố Thanh Hóa.
Về cấp xã, từ ngày 1 tháng 1 năm 2025, tỉnh Thanh Hóa tiến hành sắp xếp các ĐVHC cấp xã như sau:
- Thành phố Thanh Hóa (sau khi sáp nhập với huyện Đông Sơn): sáp nhập phường Tân Sơn vào phường Phú Sơn.
- Thành phố Sầm Sơn: sáp nhập xã Quảng Đại và xã Quảng Hùng thành xã Đại Hùng.
- Thị xã Nghi Sơn: giải thể xã Hải Yến, diện tích tự nhiên và dân số được điều chỉnh vào các phường Hải Thượng, Mai Lâm, Nguyên Bình và Tĩnh Hải.
- Huyện Hà Trung: sáp nhập xã Hà Lai và xã Hà Thái thành xã Thái Lai.
- Huyện Hoằng Hóa: sáp nhập xã Hoằng Phượng vào xã Hoằng Giang.
- Huyện Hậu Lộc: sáp nhập xã Phong Lộc vào xã Tuy Lộc
- Huyện Nga Sơn: sáp nhập xã Nga Bạch và xã Nga Trung thành xã Nga Hiệp.
- Huyện Thạch Thành: sáp nhập xã Thạch Đồng vào xã Thạch Long.
- Huyện Thiệu Hóa: sáp nhập xã Thiệu Phú vào thị trấn Thiệu Hóa.
- Huyện Triệu Sơn: sáp nhập xã Xuân Thịnh vào xã Xuân Lộc; xã Thọ Vực vào xã Thọ Phú.
- Huyện Yên Định: sáp nhập xã Yên Lạc vào xã Yên Ninh.

Sau khi sắp xếp, tỉnh Thanh Hóa có 26 ĐVHC cấp huyện (2 thành phố, 2 thị xã và 22 huyện) với 547 ĐVHC cấp xã (452 xã, 63 phường và 32 thị trấn), giảm 1 ĐVHC cấp huyện và 12 ĐVHC cấp xã.
Ngoài ra, tỉnh Thanh Hóa còn thành lập 4 phường: Đông Thịnh, Hoằng Đại, Hoằng Quang, Rừng Thông (thành phố Thanh Hóa) từ 4 xã có tên tương ứng; thành lập 2 thị trấn Hà Lĩnh và Hà Long (huyện Hà Trung) từ 2 xã có tên tương ứng; thành lập thị trấn Hậu Hiền (huyện Thiệu Hóa) từ xã Minh Tâm.

#### Tỉnh Thừa Thiên Huế
Về cấp tỉnh, từ ngày 1 tháng 1 năm 2025, thực hiện thành lập thành phố Huế trực thuộc Trung ương trên cơ sở toàn bộ diện tích tự nhiên và dân số của tỉnh Thừa Thiên Huế.
Về cấp huyện, từ ngày 1 tháng 1 năm 2025, thực hiện sáp nhập toàn bộ diện tích tự nhiên và dân số của huyện Nam Đông vào huyện Phú Lộc.
Về cấp xã, từ ngày 1 tháng 1 năm 2025, thành phố Huế tiến hành sắp xếp các ĐVHC như sau:
- Thành phố Huế: sáp nhập xã Hương Thọ và phường Hương Hồ thành phường Long Hồ; sáp nhập xã Hải Dương vào phường Thuận An; sáp nhập xã Phú Thanh, Phú Mậu và Phú Dương thành phường Dương Nỗ. Sau khi sắp xếp và thành lập các phường, thành phố Huế được chia thành 2 quận Phú Xuân (13 phường) và Thuận Hóa (19 phường).
- Huyện Phong Điền: thành lập thị xã; từ 1 thị trấn và 15 xã sắp xếp thành 6 phường và 6 xã, trong đó sáp nhập thị trấn Phong Điền và xã Phong Thu thành phường Phong Thu; sáp nhập xã Điền Lộc và xã Điền Hòa thành phường Phong Phú; sáp nhập xã Phong Hải và xã Điền Hải thành phường Phong Hải; sáp nhập xã Điền Hương và xã Điền Môn thành xã Phong Thạnh.

Sau khi sắp xếp, thành phố Huế có 9 ĐVHC cấp huyện (2 quận, 3 thị xã và 4 huyện) với 133 ĐVHC cấp xã (78 xã, 48 phường và 7 thị trấn), giảm 8 ĐVHC cấp xã.
Ngoài ra thành phố Huế còn thành lập 2 phường Hương Phong, Thủy Bằng (quận Thuận Hóa) từ 2 xã có tên tương ứng; thành lập 3 phường: Phong An, Phong Hiền, Phong Hòa (thị xã Phong Điền) từ 3 xã có tên tương ứng; thành lập thị trấn Lộc Sơn (huyện Phú Lộc) từ xã Lộc Sơn.

### Duyên hải Nam Trung Bộ

#### Tỉnh Bình Định
Từ ngày 1 tháng 12 năm 2024, tỉnh Bình Định tiến hành sắp xếp ĐVHC cấp xã như sau:
- Thành phố Quy Nhơn: sáp nhập 2 phường Lê Hồng Phong, Lý Thường Kiệt vào phường Trần Phú; sáp nhập 2 phường Lê Lợi, Trần Hưng Đạo vào phường Thị Nại.

Sau khi sắp xếp, tỉnh Bình Định có 155 ĐVHC (115 xã, 28 phường và 12 thị trấn), giảm 4 đơn vị.
Ngoài ra, tỉnh Bình Định còn thành lập thị trấn Cát Khánh (huyện Phù Cát) từ xã Cát Khánh.

#### Tỉnh Bình Thuận
Từ ngày 1 tháng 12 năm 2024, tỉnh Bình Thuận tiến hành sắp xếp ĐVHC cấp xã như sau:
- Thành phố Phan Thiết: sáp nhập phường Đức Nghĩa và phường Đức Thắng vào phường Lạc Đạo; sáp nhập phường Hưng Long vào phường Bình Hưng.
- Huyện Bắc Bình: sáp nhập một phần xã Phan Lâm vào xã Phan Sơn.

Sau khi sắp xếp, tỉnh Bình Thuận có 121 ĐVHC (93 xã, 16 phường và 12 thị trấn), giảm 3 đơn vị.

#### Thành phố Đà Nẵng
Từ ngày 1 tháng 1 năm 2025, thành phố Đà Nẵng tiến hành sắp xếp ĐVHC cấp xã như sau:
- Quận Hải Châu: sáp nhập phường Hải Châu I và phường Hải Châu II thành phường Hải Châu; sáp nhập 2 phường Nam Dương và Bình Hiên vào phường Phước Ninh; sáp nhập phường Hòa Thuận Đông vào phường Bình Thuận; điều chỉnh một phần diện tích và dân số của phường Thuận Phước vào phường Thanh Bình.
- Quận Liên Chiểu: điều chỉnh một phần diện tích và dân số của phường Hòa Minh vào phường Thanh Khê Tây của quận Thanh Khê.
- Quận Sơn Trà: sáp nhập 2 phường An Hải Đông và An Hải Tây thành phường An Hải Nam; điều chỉnh một phần diện tích tự nhiên và dân số của phường Thọ Quang vào phường Mân Thái.
- Quận Thanh Khê: sáp nhập phường Tam Thuận vào phường Xuân Hà; sáp nhập phường Vĩnh Trung vào phường Thạc Gián; sáp nhập phường Tân Chính vào phường Chính Gián; sáp nhập phường Hòa Khê vào phường Thanh Khê Đông.

Sau khi sắp xếp, thành phố Đà Nẵng có 47 ĐVHC (36 phường và 11 xã), giảm 9 đơn vị.

#### Tỉnh Khánh Hòa
Từ ngày 1 tháng 11 năm 2024, tỉnh Khánh Hòa tiến hành sắp xếp các ĐVCH cấp xã như sau:
- Thành phố Nha Trang: sáp nhập phường Phương Sơn vào phường Phương Sài; phường Vạn Thắng và phường Xương Huân vào phường Vạn Thạnh: phường Phước Tân, phường Phước Tiến và phường Tân Lập thành phường Tân Tiến.
- Thị xã Ninh Hòa: sáp nhập xã Ninh Vân vào xã Ninh Phước.
- Huyện Diên Khánh: sáp nhập xã Diên Đồng và xã Diên Xuân thành xã Xuân Đồng.

Sau khi sắp xếp, tỉnh Khánh Hòa có 132 ĐVHC (96 xã, 30 phường và 06 thị trấn), giảm 7 đơn vị.

#### Tỉnh Ninh Thuận
Từ ngày 1 tháng 11 năm 2024, tỉnh Ninh Thuận tiến hành sắp xếp các ĐVHC cấp xã như sau:
- Thành phố Phan Rang – Tháp Chàm: sáp nhập phường Thanh Sơn vào phường Phủ Hà; phường Mỹ Hương và phường Tấn Tài vào phường Kinh Dinh.

Sau khi sắp xếp, tỉnh Ninh Thuận có 62 ĐVHC (47 xã, 12 phường và 03 thị trấn), giảm 3 đơn vị.

#### Tỉnh Phú Yên
Từ ngày 1 tháng 11 năm 2024, tỉnh Phú Yên tiến hành sắp xếp các ĐVHC cấp xã như sau:
- Thành phố Tuy Hòa: sáp nhập xã Bình Ngọc vào Phường 1; phường 6 vào phường 4; Phường 8 và một phần Phường 9 vào Phường 2, Phường 3 và một phần Phường 9 vào Phường 5.

Sau khi sắp xếp, tỉnh Phú Yên có 106 ĐVHC (82 xã, 18 phường và 06 thị trấn), giảm 4 đơn vị.

#### Tỉnh Quảng Nam
Về cấp huyện, từ ngày 1 tháng 1 năm 2025, thực hiện sáp nhập toàn bộ diện tích và dân số của huyện Nông Sơn vào huyện Quế Sơn.
Vê cấp xã, từ ngày 1 tháng 1 năm 2025, tỉnh Quảng Nam tiến hành sắp xếp các ĐVHC cấp xã như sau:
- Thành phố Tam Kỳ: sáp nhập phường Phước Hòa vào phường An Xuân.
- Huyện Duy Xuyên: sáp nhập xã Duy Thu vào xã Duy Tân.
- Huyện Hiệp Đức: sáp nhập xã Hiệp Hòa và xã Hiệp Thuận thành xã Quế Tân.
- Huyện Phú Ninh: sáp nhập xã Tam Vinh vào thị trấn Phú Thịnh.
- Huyện Quế Sơn (sau khi sáp nhập với huyện Nông Sơn): sáp nhập xã Sơn Viên vào xã Quế Lộc.
- Huyện Thăng Bình: sáp nhập xã Bình Định Bắc và xã Bình Định Nam thành xã Bình Định; xã Bình Chánh vào xã Bình Phú.
- Huyện Tiên Phước: sáp nhập xã Tiên Cẩm vào xã Tiên Sơn.

Sau khi sắp xếp, tỉnh Quảng Nam có 17 ĐVHC cấp huyện (2 thành phố, 1 thị xã và 14 huyện) với 233 ĐVHC cấp xã (190 xã, 29 phường và 14 thị trấn), giảm 1 ĐVHC cấp huyện và 8 ĐVHC cấp xã.

#### Tỉnh Quảng Ngãi
Từ ngày 1 tháng 1 năm 2025, tỉnh Quảng Ngãi tiến hành sắp xếp các ĐVHC cấp xã như sau:
- Thành phố Quảng Ngãi: sáp nhập xã Nghĩa Phú và xã Nghĩa An thành xã An Phú.
- Huyện Mộ Đức: sáp nhập xã Đức Lợi và xã Đức Thắng thành xã Thắng Lợi.
- Huyện Tư Nghĩa: sáp nhập xã Nghĩa Mỹ vào xã Nghĩa Phương và thị trấn Sông Vệ.

Sau khi sắp xếp, tỉnh Quảng Ngãi có 170 ĐVHC (144 xã, 17 phường và 09 thị trấn), giảm 3 đơn vị.
Ngoài ra, tỉnh Quảng Ngãi còn thành lập thị trấn Tịnh Hà (huyện Sơn Tịnh) từ xã Tịnh Hà.

### Tây Nguyên

#### Tỉnh Đắk Lắk
Từ ngày 1 tháng 11 năm 2024, tỉnh Đắk Lắk tiến hành sắp xếp các ĐVHC cấp xã như sau:
- Thành phố Buôn Ma Thuột: sáp nhập phường Thắng Lợi vào phường Thành Công; sáp nhập phường Thống Nhất vào phường Tân Tiến.
- Thị xã Buôn Hồ: sáp nhập xã Ea Blang vào xã Ea Drông (gồm toàn bộ diện tích và dân số thôn Tân Hợp, Quyết Thắng, Đông Xuân và một phần diện tích và toàn bộ dân số của buôn Tring 4 thuộc xã Ea Blang) và xã Ea Siên (gồm toàn bộ diện tích và dân số buôn Trang và một phần diện tích buôn Tring 4 thuộc xã Ea Blang).
- Huyện Ea Súp: điều chỉnh một phần diện tích tự nhiên và dân số của xã Ia Rvê vào xã Ia Lốp.
- Huyện Krông Bông: sáp nhập xã Hòa Tân vào xã Hòa Thành.

Sau khi sắp xếp, tỉnh Đắk Lắk có 180 ĐVHC (149 xã, 18 phường và 13 thị trấn), giảm 4 đơn vị.

#### Tỉnh Đắk Nông
Giai đoạn 2026–2030, tỉnh Đắk Nông có thị trấn Đức An (Đắk Song) và xã Trúc Sơn (Cư Jút) thuộc diện phải sắp xếp.

#### Tỉnh Gia Lai
Từ ngày 1 tháng 11 năm 2024, tỉnh Gia Lai tiến hành sắp xếp các ĐVHC như sau:
- Thành phố Pleiku: Sáp nhập xã Tân Sơn vào xã Biển Hồ.
- Huyện Kbang: Sáp nhập xã Đăk HLơ vào xã Nghĩa An (chuyển diện tích tự nhiên 3,943 km² với quy mô dân số 261 người,100% là người DTTS BahNar của làng Lợt  xã Đăk Hlơ) và xã Kông Bờ La.

Sau khi sắp xếp, tỉnh Gia Lai có 218 ĐVHC (180 xã, 24 phường và 14 thị trấn), giảm 2 đơn vị.

#### Tỉnh Lâm Đồng
Về cấp huyện, từ ngày 1 tháng 12 năm 2024, thực hiện sáp nhập toàn bộ diện tích và dân số của huyện Cát Tiên và huyện Đạ Tẻh vào huyện Đạ Huoai..
Về cấp xã, từ ngày 1 tháng 12 năm 2024, tỉnh Lâm Đồng tiến hành sắp xếp các ĐVHC cấp xã như sau:
- Huyện Đạ Huoai (sau khi sáp nhập với huyện Cát Tiên và huyện Đạ Tẻh): sáp nhập xã Triệu Hải vào xã Quảng Trị; xã Đoàn Kết và xã Đạ P'loa thành xã Bà Gia; xã Phước Lộc vào xã Hà Lâm; xã Đạ Tồn vào xã Đạ Oai.
- Huyện Đơn Dương: sáp nhập xã Pró vào xã Quảng Lập.

Sau khi sắp xếp, tỉnh Lâm Đồng có 10 ĐVHC cấp huyện (2 thành phố và 8 huyện) với 137 ĐVHC cấp xã (106 xã, 18 phường và 13 thị trấn), giảm 2 ĐVHC cấp huyện và 5 ĐVHC cấp xã.

### Đông Nam Bộ

#### Tỉnh Bà Rịa – Vũng Tàu
Về cấp huyện, từ ngày 1 tháng 1 năm 2025, thực hiện sáp nhập toàn bộ diện tích và dân số của huyện Long Điền và huyện Đất Đỏ thành huyện Long Đất.
Về cấp xã, từ ngày 1 tháng 1 năm 2025, tỉnh Bà Rịa – Vũng Tàu tiến hành sắp xếp các ĐVHC cấp xã như sau:
- Thành phố Bà Rịa: sáp nhập phường Phước Hiệp vào phường Phước Trung.
- Huyện Đất Đỏ: sáp nhập xã Lộc An vào xã Phước Hội; xã Long Mỹ vào thị trấn Phước Hải.
- Huyện Long Điền: sáp nhập xã An Ngãi, xã An Nhứt và xã Tam Phước thành xã Tam An.

Sau khi sắp xếp, tỉnh Bà Rịa – Vũng Tàu có 7 ĐVHC cấp huyện (2 thành phố, 1 thị xã và 4 huyện) với 77 ĐVHC cấp xã (42 xã, 28 phường và 07 thị trấn), giảm 1 ĐVCH cấp huyện và 5 ĐVHC cấp xã.
Ngoài ra, tỉnh Bà Rịa – Vũng Tàu còn thành lập thị trấn Kim Long (huyện Châu Đức) từ xã Kim Long.

#### Tỉnh Bình Phước
Vào tháng 1 năm 2022, tỉnh Bình Phước dự kiến mở rộng thành phố Đồng Xoài, bao gồm các xã Tân Phước, Tân Hưng, một phần diện tích các xã Thuận Phú, Đồng Tiến (huyện Đồng Phú).
Vào tháng 6 năm 2023, Sở Nội vụ tỉnh Bình Phước có văn bản thông báo trong giai đoạn 2023 – 2025, tỉnh này có các thị xã Phước Long, Bình Long và xã Thanh Bình thuộc huyện Hớn Quản thuộc diện phải sắp xếp; giai đoạn 2026 – 2030 có huyện Bù Đốp  thuộc diện phải sắp xếp.
Giai đoạn 2023 – 2025, tỉnh Bình Phước dự kiến:
- Sáp nhập thị trấn Tân Khai và 9 xã: An Phú, Minh Tâm, Minh Đức, Thanh Bình, Phước An, Tân Lợi, Tân Hưng, An Khương, Thanh An thuộc huyện Hớn Quản vào thị xã Bình Long
- Sáp nhập 3 xã: Tân Hiệp, Đồng Nơ và Tân Quan thuộc huyện Hớn Quản vào thị xã Chơn Thành và sáp nhập xã Tân Quan thuộc huyện Hớn Quản và xã Quang Minh thuộc thị xã Chơn Thành thành xã Tân Quang thuộc thị xã Chơn Thành.

Giai đoạn 2026 – 2030, tỉnh này dự kiến:
- Sáp nhập 8 xã: Long Tân, Bù Nho, Long Hà, Long Bình, Long Hưng, Bình Sơn, Bình Tân, Phước Tân thuộc huyện Phú Riềng vào thị xã Phước Long và sáp nhập xã Bình Sơn thuộc huyện Phú Riềng với xã Long Giang thuộc thị xã Phước Long.
- Sáp nhập xã Phú Riềng và xã Phú Trung thuộc huyện Phú Riềng vào huyện Đồng Phú.
- Sáp nhập xã Nghĩa Trung và xã Nghĩa Bình thuộc huyện Bù Đăng vào huyện Đồng Phú.
- Sáp nhập xã Thuận Lợi và xã Thuận Phú thuộc huyện Đồng Phú vào thành phố Đồng Xoài.

#### Tỉnh Đồng Nai
Từ ngày 1 tháng 11 năm 2024, tỉnh Đồng Nai tiến hành sắp xếp các ĐVHC cấp xã như sau:
- Thành phố Biên Hòa: sáp nhập phường Hòa Bình và một phần khu phố 10 của phường Tân Phong vào phường Quang Vinh; sáp nhập phường Quyết Thắng, phường Thanh Bình và một phần khu phố 10 của phường Tân Phong vào phường Trung Dũng; sáp nhập phường Tân Tiến vào phường Tân Mai; sáp nhập phường Tam Hòa vào phường Bình Đa.
- Thành phố Long Khánh: sáp nhập phường Xuân Trung và phường Xuân Thanh vào phường Xuân An.
- Huyện Tân Phú: Sáp nhập xã Phú Trung vào xã Phú Sơn; sáp nhập xã Núi Tượng vào xã Phú Lập (ấp 1, 2) và xã Nam Cát Tiên (ấp 3, 4).
- Huyện Vĩnh Cửu: Sáp nhập xã Hiếu Liêm vào xã Trị An; sáp nhập xã Bình Hòa vào xã Tân Bình.

Sau khi sắp xếp, tỉnh Đồng Nai có 159 ĐVHC (117 xã, 33 phường và 09 thị trấn), giảm 11 đơn vị.

#### Thành phố Hồ Chí Minh
Từ ngày 1 tháng 1 năm 2025, Thành phố Hồ Chí Minh tiến hành sắp xếp các ĐVHC cấp xã như sau:
- Quận 3: sáp nhập phường Phường 10 vào Phường 9; Phường 13 vào Phường 12.
- Quận 4: sáp nhập Phường 6 vào Phường 9; Phường 10 vào Phường 8; Phường 14 vào Phường 15.
- Quận 5: sáp nhập Phường 3 vào Phường 2; Phường 6 vào Phường 5; Phường 8 vào Phường 7; Phường 10 vào Phường 11.
- Quận 6: Sáp nhập Phường 6 và một phần Phường 5 vào Phường 2; Phường 3 và Phường 4 vào Phường 1; phần còn lại Phường 5 vào Phường 9; một phần Phường 10 vào Phường 11; một phần Phường 13 vào Phường 14.
- Quận 8: sáp nhập Phường 1, Phường 2, Phường 3 thành phường Rạch Ông; Phường 8, Phường 9, Phường 10 thành phường Hưng Phú; Phường 11, Phường 12, Phường 13 thành phường Xóm Củi.
- Quận 10: sáp nhập Phường 7 vào Phường 6; Phường 5 vào Phường 8; sáp nhập Phường 11 vào Phường 10.
- Quận 11: sáp nhập Phường 2 vào Phường 1; Phường 4 và Phường 6 vào Phường 7; Phường 12 vào Phường 8; Phường 9 vào Phường 10; Phường 13 vào Phường 11.
- Quận Bình Thạnh: sáp nhập Phường 3 vào Phường 1; một phần Phường 6 vào Phường 5; phần còn lại Phường 6 vào Phường 7; một phần Phường 13 vào Phường 11; Phường 15 vào Phường 2; Phường 21 vào Phường 19; Phường 24 vào Phường 14.
- Quận Gò Vấp: sáp nhập Phường 4 và Phường 7 vào Phường 1; Phường 9 vào Phường 8; một phần Phường 13 vào Phường 14; phần còn lại Phường 13 vào Phường 15.
- Quận Phú Nhuận: sáp nhập Phường 3 vào Phường 4; Phường 17 vào Phường 15.

Sau khi sắp xếp, Thành phố Hồ Chí Minh có 273 ĐVHC (210 phường, 58 xã và 05 thị trấn), giảm 40 đơn vị.

### Đồng bằng sông Cửu Long

#### Tỉnh An Giang
Từ ngày 1 tháng 1 năm 2025, tỉnh An Giang tiến hành sắp xếp các ĐVHC cấp xã như sau:
- Thành phố Long Xuyên: sáp nhập phường Đông Xuyên vào phường Mỹ Xuyên.

Sau khi sắp xếp, tỉnh An Giang có 155 ĐVHC (110 xã, 27 phường và 18 thị trấn), giảm 1 đơn vị.

#### Tỉnh Bạc Liêu
Từ ngày 1 tháng 12 năm 2024, tỉnh Bạc Liêu tiến hành sắp xếp các ĐVHC cấp xã như sau:
- Thành phố Bạc Liêu: điều chỉnh một phần diện tích và dân số của Phường 8 vào Phường 3.

Sau khi sắp xếp, tỉnh Bạc Liêu có 64 ĐVHC (49 xã, 10 phường và 05 thị trấn).

#### Tỉnh Bến Tre
Từ ngày 1 tháng 12 năm 2024, tỉnh Bến Tre tiến hành sắp xếp ĐVHC cấp xã như sau:
- Thành phố Bến Tre: sáp nhập Phường 4 và Phường 5 vào phường An Hội.
- Huyện Ba Tri: sáp nhập xã Tân Mỹ vào xã Mỹ Hòa.
- Huyện Bình Đại: sáp nhập xã Phú Vang vào xã Lộc Thuận.
- Huyện Châu Thành: sáp nhập xã Sơn Hòa và xã An Hiệp vào xã Tường Đa; sáp nhập xã Phú An Hòa và xã An Hóa vào xã An Phước; sáp nhập xã An Khánh vào thị trấn Châu Thành.

Sau khi sắp xếp, tỉnh Bến Tre có 148 ĐVHC (132 xã, 06 phường và 10 thị trấn), giảm 8 đơn vị.

#### Tỉnh Cà Mau
Từ ngày 1 tháng 12 năm 2024, tỉnh Cà Mau tiến hành sắp xếp ĐVHC cấp xã như sau:
- Thành phố Cà Mau: sáp nhập một phần Phường 4 và một phần Phường 9 vào Phường 2; sáp nhập phần còn lại của Phường 4 vào phường Tân Xuyên.
- Huyện Phú Tân điều chỉnh một phần của xã Nguyễn Việt Khái vào thị trấn Cái Đôi Vàm.

Sau khi sắp xếp, tỉnh Cà Mau có 100 ĐVHC (82 xã, 09 phường và 09 thị trấn), giảm 1 đơn vị.

#### Thành phố Cần Thơ
Từ ngày 1 tháng 11 năm 2024, tỉnh Cần Thơ tiến hành sắp xếp ĐVHC cấp xã như sau:
- Quận Ninh Kiều: sáp nhập 3 phường An Phú, An Nghiệp và An Cư vào phường Thới Bình.

Sau khi sắp xếp, thành phố Cần Thơ có 80 ĐVHC (36 xã, 39 phường và 05 thị trấn), giảm 3 đơn vị.

#### Tỉnh Đồng Tháp
Từ ngày 1 tháng 1 năm 2025, tỉnh Đồng Tháp tiến hành sắp xếp các ĐVHC cấp xã như sau:
- Thành phố Cao Lãnh: sáp nhập Phường 2 vào Phường 1; xã Mỹ Ngãi và Phường 11 thành phường Mỹ Ngãi.

Sau khi sắp xếp, tỉnh Đồng Tháp có 141 ĐVHC (114 xã, 18 phường và 09 thị trấn), giảm 2 đơn vị.

#### Tỉnh Kiên Giang
Từ ngày 1 tháng 12 năm 2024, tỉnh Kiên Giang tiến hành sắp xếp các ĐVHC cấp xã như sau:
- Thành phố Rạch Giá: sáp nhập phường Vĩnh Bảo vào phường Vĩnh Thanh Vân.

Sau khi sắp xếp, tỉnh Kiên Giang có 143 ĐVHC (116 xã, 17 phường và 10 thị trấn), giảm 1 đơn vị.

#### Tỉnh Long An
Từ ngày 1 tháng 12 năm 2024, tỉnh Long An tiến hành sắp xếp các ĐVHC cấp xã như sau:
- Thành phố Tân An: sáp nhập Phường 2 vào Phường 1.
- Huyện Bến Lức: sáp nhập xã Tân Hòa vào xã Lương Hòa, xã Tân Bửu và xã An Thạnh.

Sau khi sắp xếp, tỉnh Long An có 186 ĐVHC (160 xã, 11 phường và 15 thị trấn), giảm 2 đơn vị.

#### Tỉnh Sóc Trăng
Từ ngày 1 tháng 9 năm 2024, tỉnh Sóc Trăng thực hiện sắp xếp các đơn vị ĐVHC cấp xã như sau:
- Thành phố Sóc Trăng: sáp nhập Phường 9 vào Phường 1.

Sau khi sắp xếp, tỉnh Sóc Trăng có 108 ĐVHC (80 xã, 16 phường và 12 thị trấn), giảm 1 đơn vị.

#### Tỉnh Tiền Giang
Từ ngày 1 tháng 11 năm 2024, tỉnh Tiền Giang tiến hành sắp xếp các ĐVHC cấp xã như sau:
- Thành phố Mỹ Tho: sáp nhập Phường 7 vào Phường 1; Phường 3 và Phường 8 vào Phường 2.
- Thành phố Gò Công: sáp nhập Phường 4 vào Phường 1, sáp nhập Phường 3 vào Phường 2, đồng thời với việc thành lập thành phố Gò Công.[69]
- Huyện Châu Thành: sáp nhập xã Hữu Đạo và xã Dưỡng Điềm vào xã Bình Trưng; sáp nhập xã Tân Lý Tây vào thị trấn Tân Hiệp.

Sau khi sắp xếp, tỉnh Tiền Giang có 164 ĐVHC (135 xã, 21 phường và 08 thị trấn), giảm 8 đơn vị.
Ngoài ra, tỉnh Tiền Giang còn thành lập 4 phường: Long Chánh, Long Hòa, Long Hưng, Long Thuận (thành phố Gò Công) từ 4 xã có tên tương ứng.

#### Tỉnh Trà Vinh
Từ ngày 1 tháng 1 năm 2025, tỉnh Trà Vinh tiến hành sắp xếp các ĐVHC cấp xã như sau:
- Thành phố Trà Vinh: sáp nhập Phường 6 và Phường 2 vào Phường 3.

Sau khi sắp xếp, tỉnh Trà Vinh có 104 ĐVHC (85 xã, 09 phường và 10 thị trấn), giảm 2 đơn vị.

#### Tỉnh Vĩnh Long
Từ ngày 1 tháng 11 năm 2024, tỉnh Vĩnh Long tiến hành sắp xếp các ĐVHC cấp xã như sau:
- Thành phố Vĩnh Long: sáp nhập Phường 2 vào Phường 1.
- Huyện Bình Tân: sáp nhập xã Tân Hưng vào xã Tân An Thạnh.
- Huyện Long Hồ: sáp nhập xã Phú Đức vào thị trấn Long Hồ.
- Huyện Tam Bình: sáp nhập xã Tường Lộc vào thị trấn Tam Bình.
- Huyện Trà Ôn: sáp nhập xã Thiện Mỹ vào thị trấn Trà Ôn.

Sau khi sắp xếp, tỉnh Vĩnh Long có 102 ĐVHC (83 xã, 13 phường và 06 thị trấn), giảm 5 đơn vị.